# Recentior
Recentior betyder ungefär 'nyare' eller ' färskare' på latin. I universitetsvärlden är en recentior (förkortas vardagligen till "recce"), en nybliven student vid ett universitet. Uttrycket används särskilt i Uppsala universitets nationsliv, Göteborgs Universitets naturvetarsektion och i Humanistiska föreningen och Juridiska föreningen vid Stockholms universitet. Nationerna i Uppsala anordnar i början på terminerna recentiorsgasquer för de nyanlända studenterna och Uppsala universitet välkomnar inför varje terminsstart de nya studenterna genom ett speciellt välkomstprogram för recentiorer. Göta studentkår anordnar en mottagning för recentiorerna som från början hette Recentiors Perioden förkortat RePe.